# Zalman Aran
Zalman Aran (hebr. זלמן ארן, ur. 1 marca 1899, zm. 6 września 1970) – żydowski i izraelski działacz ruchu syjonistycznego, nauczyciel i polityk.

## Dzieciństwo i młodość
Zalman urodził się w wiosce Juzovka w Imperium Rosyjskim (obecnie dzielnica Doniecka na Ukrainie). Był synem Agnis i Mordechaja Aharonowiczów. Otrzymał tradycyjne żydowskie wykształcenie religijne w chederze. Następnie studiował rolnictwo w Charkowie.
Bardzo szybko, w 1916 zaangażował się w działalność młodzieżowego ruchu syjonistycznego Tze'irei Syjon. Podczas I wojny światowej udzielał pomocy żydowskim uchodźcom, a w 1917 został członkiem Komitetu Organizacyjnego Samoobrony ruchu. W latach 1918–1923 pracował jako nauczyciel i statystyk w Charkowie. W 1920 przyłączył się do ruchu Syjonizmu socjalistycznego, będąc w latach 1924-1925 członkiem tajnego Komitetu Centralnego.

## Kariera polityczna
W 1926 Zalman wyemigrował do Mandatu Palestyny, gdzie utrzymywał się z pracy jako robotnik przy budowie dróg. Wstąpił do lewicowej partii politycznej Achdut ha-Awoda. Gdy w 1930 partia połączyła się z prawym skrzydłem Poalej Syjon, tworząc Mapai, Zalman Aran został mianowany sekretarzem generalnym nowej partii. W latach 1936–1947 pracował jako skarbnik w Komitecie Wykonawczym związku zawodowego Histadrut. Pełnił także obowiązki dyrektora Departamentu Informacji i był jednym z założycieli Szkoły Aktywistów Histadrut (później została nazwana jego imieniem). W 1946 był członkiem Syjonistycznego Komitetu Wykonawczego, a w 1948 członkiem jego Prezydium.
Podczas wyborów parlamentarnych w 1949 został wybrany z ramienia partii Mapai do Pierwszego Knesetu (1949–1951). W okresie tym Zalman był przewodniczącym parlamentarnej komisji spraw zagranicznych i obrony, oraz członkiem komisji konstytucji i komisji budownictwa. W Drugim Knesecie (1951-1955) ponownie był członkiem komisji spraw zagranicznych i obrony. Po wycofaniu się z życia politycznego Dawida Ben Guriona misję sformowania nowego rządu otrzymał Mosze Szaret. Od 26 stycznia 1954 do 29 czerwca 1955 Zalma pełnił obowiązki ministra bez teki, a następnie do 3 listopada 1955 ministra transportu. W Trzecim Knesecie (1955−1959) Dawid Ben Gurion powierzył mu obowiązki ministra edukacji i kultury. W 1955 Kneset przyjął jego program reformy systemu edukacji. Wydłużono wówczas obowiązek edukacji z 14 na 16 lat. Zalman wprowadził do izraelskiego programu nauczania elementy „żydowskiej tożsamości” i tradycji żydowskiej, które traktował jako czynniki przyśpieszające proces tworzenia jednolitego społeczeństwa izraelskiego. W celu poprawy standardów ekonomicznych promował rozwój kształcenia technicznego. W Czwartym Knesecie (1959-1961) Zalman był członkiem komisji spraw zagranicznych i obrony. Do 10 maja 1960 był ministrem edukacji i kultury. W Piątym Knesecie (1961-1965) był członkiem komisji spraw zagranicznych i obrony. Po ustąpieniu premiera Dawida Ben Guriona, misję sformowania nowego rządu otrzymał Lewi Eszkol. Powierzył on Zalmanowi urząd ministra edukacji i kultury.
Przed wyborami w 1965 partia Mapai połączyła siły z Achdut ha-Awoda tworząc Koalicję Pracy (Maarach). Z jej ramienia Zalman dostał się do Szóstego Knesetu (1965-1969) i przez cały ten czas był ministrem edukacji i kultury. W latach 1965–1968 przeprowadził reformę systemu edukacji, której celem była integracja społeczna i zmniejszenie różnic w pochodzeniu społeczno-etnicznym. W 1966 doprowadził do utworzenia telewizji edukacyjnej. W 1967 zajął łagodne stanowisko wobec Arabów, sprzeciwiając się aneksji Wschodniej Jerozolimie.
Zmarł w 1970 w Jerozolimie, w wieku 71 lat. Razem z żoną Clarą został pochowany na Górze Oliwnej w Jerozolimie.

## Publikacje
- „Growing Pains” (hebr.) (1941)
- „Trials of Education and Implementation” (hebr.) (1971)
- „Autobiography” (hebr.) (1971)
- „The Front and Appearance: Written and Verbal Compositions” (hebr.) (1972)
- „Root and Star: Songs” (hebr.) (1973)
- „Thoughts on Educational Policy and its Implementation” (red. Josef Janai) (hebr.) (1990)
- „Remarks on the Sidelines” (hebr.) (1996)